# دوري السنغال الممتاز 1999
دوري السنغال الممتاز 1999 هو الموسم 34 من دوري السنغال الممتاز. كان عدد الأندية المشاركة فيه 14، وفاز فيه نادي جان دارك.